# San (krets)
Cercle de San är en krets i Mali.   Den ligger i regionen Ségou, i den södra delen av landet, 300 km öster om huvudstaden Bamako. Antalet invånare är 334 911.